# William Whiteway

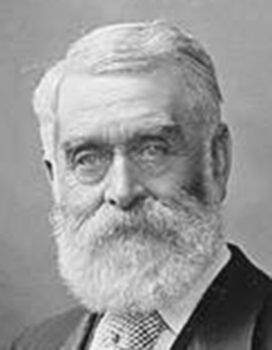
William Vallance Whiteway

Sir William Vallance Whiteway KCMG (* 1. April 1828 in Buckyett, Totnes, Devon, England; † 24. Juni 1908 in St. John’s, Neufundland) war ein kanadischer Rechtsanwalt und Politiker der Conservative Party sowie später der Liberal Party, der 1878 bis 1885, 1889 bis 1894 sowie 1895 bis 1897 drei Mal Premierminister der Kronkolonie Neufundland war. Whiteway machte sich insbesondere beim Bau der Eisenbahn in Neufundland (Newfoundland Railway) und des ersten Trockendocks in St. John’s verdient. Zum anderen führte er zahlreiche Verhandlungen mit Großbritannien wegen der Fischereirechte an der französischen Küstenregion Neufundlands sowie mit Kanada wegen eines möglichen Beitritts zur Kanadischen Konföderation.

## Leben

### Rechtsanwalt, Mitglied und Sprecher des Abgeordnetenhauses

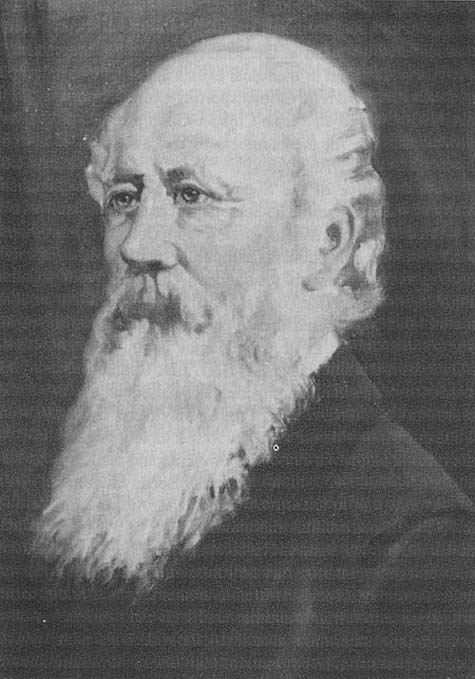
Mit Unterstützung des Unternehmers und späteren Premierministers Charles Fox Bennett begann Whiteway 1859 seine politische Laufbahn

Whiteway stammte aus einer englischen Kaufmannsfamilie mit langjährigen geschäftlichen Verbindungen nach Neufundland und begann nach seiner Schulausbildung an der Grammar School in Totnes und einer Privatschule in Newton Abbot 1843 eine Tätigkeit als Kaufmannsgehilfe in St. John’s. Später studierte er Rechtswissenschaften und arbeitete nach seiner anwaltlichen Zulassung in Neufundland ab 1852 als Rechtsanwalt. Zu Beginn seiner Laufbahn wurde er durch seine Beziehungen zu angesehenen Kaufleuten, seinem Engagement in der anglikanischen Kirche und in der Freimaurerei zum Unterstützer der von Hugh William Hoyles geleiteten Conservative Party. Zu den Mandanten seiner Anwaltskanzlei gehörten dadurch Persönlichkeiten wie Charles James Fox Bennett. Dieser war einer der bekanntesten Kaufmänner der Kronkolonie, Förderer des ersten Kupferbergwerks in Tilt Cove und von 1870 bis 1874 selbst Premierminister Neufundlands.
Mit Unterstützung Bennetts begann Whiteway seine politische Laufbahn und wurde bei den Wahlen 1859 im Wahlkreis Twillingate and Fogo, der auch Tilt Cove umfasste, erstmals als Abgeordneter in das Abgeordnetenhaus von Neufundland gewählt. Seit dieser Zeit wuchs seine Überzeugung, dass Neufundland ein beträchtliches Potenzial an Bodenschätzen und Landwirtschaft habe, und er förderte zugleich eine Verbesserung der Kommunikationsmöglichkeiten im Norden der Insel.
1865 erfuhr Whiteway eine Anerkennung durch die neue konservative Regierung unter Premierminister Frederic Bowker Terrington Carter, als er zum Kronanwalt (Queen’s Counsel) berufen wurde und das Abgeordnetenhaus ihn zum Sprecher wählte. Er vertrat seine Überzeugung zur Kanadischen Konföderation kurz nach der Veröffentlichung der Ergebnisse der Québec-Konferenz im Dezember 1864. Seine Unterstützung für eine Union mit Kanada empörte jedoch Bennett, der einer der führenden Gegner der Konföderation war. Ihr erbitterter Streit wurde auch in den Tageszeitungen von St. John’s ausgetragen und minderten letztlich auch seine Chancen auf eine Wiederwahl zum Mitglied des Abgeordnetenhauses.

### Wahlniederlage 1869, Wiederwahl ins Abgeordnetenhaus 1873 und Solicitor General

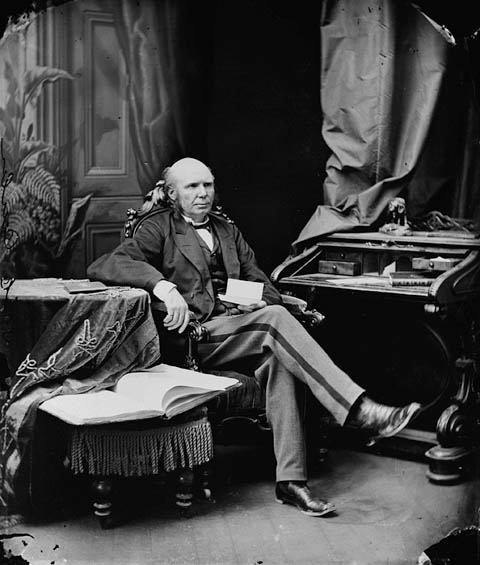
Während der Amtszeit von Premierminister Frederick Carter fungierte Whiteway zwischen 1874 und 1878 als Solicitor General

Bei den Wahlen 1869 sahen sich Whiteway und seine Unterstützer der vereinten Gegnerschaft Bennetts und der örtlichen Handelshäuser ausgesetzt und erlitten eine empfindliche Wahlniederlage, während Bennett als Nachfolger von Frederick Carter im Januar 1870 Premierminister wurde. Whiteways Unterstützung für die Konföderation gründeten sich auf seine Überzeugung, dass eine Union die Möglichkeiten der Kronkolonie für eine wirtschaftliche Vielseitigkeit und Wohlstand verbessern und andererseits seine Isolation aufbrechen würde. Zum anderen erhoffte er sich eine Ausweitung politischer Möglichkeiten. Nach der Ablehnung der Konföderation durch die Wahl von 1869 unterließ er jedoch deren aktive Unterstützung und konzentrierte sein Engagement wieder auf koloniale Themen. Obwohl er zwar nicht mehr Abgeordneter war, blieb er jedoch der Conservative Party verbunden und gehörte zu einer Gruppe, die die Regierung Bennetts und dessen Anti-Confederation Party mit allen Mitteln ablösen wollte. Aus diesem Grund verbanden die Konservativen Zusicherungen zum Ende einer Konföderation mit sektiererischen Angriffen auf die Regierung, um die Protestanten daran zu erinnern, dass Bennett auf die Stimmen der katholischen Wähler vertraute.
Bei den Wahlen zum Abgeordnetenhaus 1873 verringerte sich die Mehrheit Bennetts drastisch, während Whiteway im Wahlkreis Trinity Bay wieder zum Mitglied des Abgeordnetenhauses gewählt wurde. Am 31. Januar 1874 übernahm Carter zum zweiten Mal das Amt des Premierministers, nachdem sich Bennetts Mehrheit aufgelöst hatte und seine Partei eine Schwächung bei den für den Herbst 1874 vorgesehenen Neuwahlen befürchtete.
Premierminister Carter berief Whiteway am 31. Januar 1874 zum Solicitor General in seine neue Regierung. In dieser Funktion war er maßgeblich mit der Vorbereitung des Verfahrens von Neufundland vor der Fischereikommission in Halifax unter Mitwirkung des kanadischen Marine- und Fischereiministers Albert James Smith 1877 befasst. Diese Kommission beurteilte die finanzielle Differenz zwischen den der USA gewährten Fischereirechten in britisch-nordamerikanischen Gewässern aufgrund des Vertrages von Washington von 1871 und den den Briten gewährten Rechten in US-amerikanischen Gewässern. Whiteway erhob einen Anspruch von 2.880.000 US-Dollar für Neufundland vor dem Tribunal, das der Kronkolonie schließlich einen Ausgleich von 1 Million US-Dollar gewährte. Die erstrittene Summe brachte ihm eine förmliche Anerkennung des Abgeordnetenhauses ein. Ein Großteil des Verfahrens betraf ferner den Wert von neufundländischem Ködermaterial im Falle des Zugriffs durch ausländische Küstenfischer, so dass er anschließend die Köderfrage als einen möglichen Ansatz bei Verhandlungen nicht nur mit US-amerikanischen, sondern auch mit französischen Fischern betrachtete, deren Anwesenheit in Saint-Pierre sowie an den West- und Nordostküsten Neufundlands (dem französischen Vertragsgebiet) anhaltende Probleme bereitete. Sowohl Whiteway als auch Carter waren überzeugt davon, dass der Aufschwung der Kolonie von einer Veränderung der alten Rechte Frankreichs abhänge, insbesondere seit Begutachtungen durch den schottischen Geologen Alexander Murray vermuten ließen, dass die sogenannte Vertragsküste wertvolle natürliche Ressourcen beinhalten würde.
Die Regierung Carter drängte auf die Ernennung von Richtern und auf Landbewilligungen in der Region, wobei das britische Kolonialministerium (Colonial Office) mit deutlicher Zurückhaltung auf derartige Forderungen reagierte. Aus Frustration über diese Haltung tätigte er zum Ärger des damaligen Gouverneurs der Kronkolonie, John Hawley Glover, Bemerkungen über die Nachteile der Verbindung mit dem britischen Weltreich und welche Vorteile gegebenenfalls aus einer Annexion durch die USA hervorgehen würden. Dadurch wollte er auf die Enttäuschung der Kolonie gegenüber Großbritannien hinweisen, um eine größere Bereitschaft der britischen Regierung zur Befriedigung der neufundländischen Interessen im Vergleich zu anderen, bedeutenderen Ländern zu erzielen.

### Erste Amtszeit als Premierminister 1878 bis 1885

#### Verhandlungen mit Frankreich und Großbritannien
Whiteway übernahm im April 1878 von Frederick Carter das Amt des Premierministers. Als wichtigste Pläne seiner Regierung stellte er heraus, dass für die zukünftige Entwicklung Neufundlands im Falle der auf dem Land liegenden Ressourcen zwei Dinge notwendig seien: Erstens sollte eine Eisenbahn durch die Insel gebaut werden, um das Binnenland zu erschließen, und zweitens musste eine Vereinbarung mit den Franzosen getroffen werden, welche die industrielle Entwicklung an der Westküste erlaubt. Des Weiteren wollte er St. John’s zu einem großen Hafen ausbauen und verteidigte in diesem Zusammenhang den dortigen Bau von Trockendocks. Diese Pläne waren jedoch abhängig von einer Zusammenarbeit mit der Imperialregierung in London, die als einzige mit den Franzosen verhandeln konnte und die nach seiner Hoffnung auch die Eisenbahn- und Dockpläne aus strategischen Gründen unterstützen würde.
1879 trug Whiteway seine Pläne in London vor und erhielt hierfür Zuspruch durch das Kolonialministerium, welches in ihm in Bezug auf die Problematik mit der französischen Küstenregion einen kompromissbereiteren Partner sah als die anderen neufundländischen Politiker. Daraufhin wurde ein Treffen zwischen ihm und dem französischen Außenminister William Henry Waddington arrangiert, in dem er den britischen Botschafter durch seine „fähige, taktvolle und tatsachenbezogene Gesprächsführung“ (‚ability, tact and indeed moderation‘) beeindruckte. Allerdings kam es zu keinen konkreten Vereinbarungen, so dass die britische Regierung eine Unterstützung für den Dock- und Eisenbahnbau mit der Begründung ablehnte, dass derartige Arbeiten eher von inländischer als von imperialer Bedeutung seien.
Allerdings erhielt die Regierung von Whiteway, der für seine Verdienste bei den Verhandlungen mit der Fischereikommission in Halifax 1880 zum Knight Commander des Order of St. Michael and St. George geschlagen wurde und fortan den Namenszusatz „Sir“ führte, später einige andere Zugeständnisse: 1881 erhielt die Kolonialregierung die alleinige Zuständigkeit zur Ernennung von Richtern an der französischen Vertragsküste und zur Abgabe von Landbewilligungen in dieser Region. Ferner wurden die Siedler an der Westküste mit dem Recht zur Teilnahme an den Wahlen von 1882 ausgestattet.

#### Pläne zum Eisenbahnbau
Der Prozess zur Einbeziehung der Küste in die Rahmenarbeit der Kolonialverwaltung begann bereits unter Carter, und Whiteway beabsichtigte die beiden Seiten der Insel durch sein Eisenbahnprojekt zu verbinden. Allerdings lehnte die britische Regierung nicht nur eine finanzielle Unterstützung ab, sondern verweigerte auch die Erlaubnis für eine Endstation an der Westküste. Aus diesem Grund rückte er von dem Ursprungsplan ab und plante stattdessen eine Ostküsten-Eisenbahnlinie, die irgendwann Teil einer Eisenbahnlinie für die Gesamtinsel sein könnte.
Sein Vorschlag zum Bau einer Schmalspurbahn von St. John’s nach Halls Bay fand 1880 die Zustimmung des Abgeordnetenhauses. In der Folgezeit wurden Schlepptender bestellt, Standortuntersuchungen durchgeführt und eine erhitzte öffentliche Debatte erreichte neue politische Bereiche. Die ersten Gegenstimmen kamen aus den Reihen der konservativen Unterstützer Whiteways, als einige Fischgroßhändler ernsthafte Bedenken äußerten über „eine Erfahrung, die so neu, so teuer, so abweichend von unseren üblichen Gewohnheiten und Wollen und zur gleichen Zeit so unwiederbringlich in seinen guten oder schlechten Ergebnissen sei“ (‚an experience so new, so expensive, so divergent from our ordinary habits and wants, and at the same time so irretrievable in its results for good or evil‘). Letztlich fürchteten diese, dass der Plan zu einem kolonialen Bankrott und zur Konföderation führen würde und der Prozess ihre Unternehmen schwer schädigen würde.
Whitewey und die Eisenbahn-Unterstützer waren andererseits nicht sehr besorgt, seitdem sie auf Unterstützung der liberalen Opposition zählen konnten, die nunmehr von Joseph Ignatius Little geführt wurde. Anfang 1881 erwog die Regierung den Kauf von zwei Schlepptendern, wobei Whiteway ein Angebot bevorzugte, das von  Albert L. Blackman für ein aus New York City kommendes Syndikat abgegeben wurde. Dies brachte ihn jedoch in Probleme mit Ambrose Shea, einen führenden Liberalen, der wiederum ein kanadisches Angebot unterstützte.
Gouverneur Glover und andere mutmaßten, dass Whiteway wegen eines Interessenkonflikts schuldig sei, und behaupteten, dass Blackmans Kapitalgeber die gleichen wären, die hinter der kurz zuvor gegründeten Newfoundland Consolidated Copper Mining Company stünden, deren Direktor Whiteway sei, und die aus dem Eisenbahngeschäft Gewinne erwarteten. Der Premierminister wies derartige Anschuldigungen entschieden zurück und führte das Angebot Blackmans durch das Kabinett und eine heftige Debatte im Abgeordnetenhaus, die neue politische Ausrichtungen herausstellte. Durch die Petition von Kaufleuten gegen die Eisenbahn provoziert, gab er ein öffentliches populistisches Versprechen, „die Arbeiterklasse in deren richtige Position im politischen Körper zu erheben“ (‚to raise the working class to their proper position in the body politic‘). Das Blackman-Syndikat begann mit ihrer Arbeit 1881 unter dem Namen Newfoundland Railway Company und unterfertigte mit der Regierung 1882 zwei weitere Vereinbarungen. Die erste betraf eine Charta zum Bau einer direkten Normalspurbahn durch die Insel als Teil eines transatlantischen Kurzliniensystems, während die zweite Vereinbarung einen Vertrag zum Bau eines Trockendocks in St. John’s vorsah.

#### „Politik des Fortschritts“, Wahlerfolg bei den Wahlen 1882 und Regierungskrise
Diese Vorhaben waren das zentrale Thema im Wahlkampf für die Wahlen zum Abgeordnetenhaus 1882. Whiteways Conservative Party, die nun in einer offenen und formellen Allianz mit der Liberal Party war und die Vorzüge der neuen „Politik des Fortschritts“ (‚Policy of Progress‘) pries, sah sich einer strukturlosen New Party unter James Johnstone Rogerson gegenüber. Diese war handelsorientiert, ausschließlich protestantisch und hatte die schwierige Aufgabe, die Wähler davon zu überzeugen, dass Whiteways politische Absichten unklug und gefährlich seien. Dieses Vorhaben scheiterte, so dass Whiteway mit einer deutlichen Mehrheit gewann.
Allerdings scheiterte das zweite Kabinett Whiteways innerhalb von drei Jahren. Das Blackman-Syndikat stellte sich als unterkapitalisiert und ineffizient heraus. Ende 1882 befand sich die Eisenbahngesellschaft in finanziellen Schwierigkeiten, so dass die Arbeiten auf der Hauptlinie im Frühjahr 1884 stockten und es bald darauf zum Bankrott des Unternehmens kam. Der Trockendock-Vertrag wurde einem anderen Unternehmen übertragen und mit dem Bau der direkten Eisenbahnverbindung wurde niemals begonnen. Vielmehr fiel die Kolonie in eine grundlegende wirtschaftliche Krise. Die New Party formierte sich in dieser Zeit zu Angriffen auf die Regierung neu und forderte eine Aussetzung potenziell kostspieliger Vorhaben wie des Eisenbahnbaus und zum anderen eine Konzentration auf die Fischerei, die unter den schwierigen Wettbewerbsbedingungen auf den Salzfischmärkten in Europa litt. Die New Party war der Ansicht, dass der Hauptgrund für diese Schwierigkeiten die Ausweitung der subventionierten französischen Fischerei in der Neufundlandbank war, und forderte einen Angriff auf die französischen Fischer durch die Verhütung des Exports von Köderfischen von der Südküste Neufundlands.

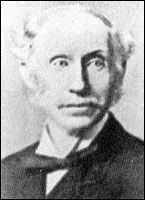
Robert Thorburn, Whiteways Rivale von der Reform Party Mitte der 1880er Jahre

Im Gegensatz dazu vertrat Whiteway weiterhin die Ansicht, dass die Entwicklung des Inselinneren und der Westküste von primärer Bedeutung seien und ein Abkommen mit den Franzosen gegenüber einer wirtschaftlichen Kriegsführung zu bevorzugen sei. Tatsächlich berieten die Regierung Whiteway und das britische Kolonialministerium in den Jahren 1883 bis 1884 ein Abkommen, durch das die Franzosen die Vertragsküste verlören und im Austausch den Zugriff auf neufundländische Köderfische erhielten. Ein Entwurf dieses Übereinkommens wurde durch Frankreich anschließend angenommen, woraufhin die New Party dies als Selbstmordpolitik bezeichnete und ihre Parteiführer die protestantische Meinung gegen Whiteways Vertrauen auf die Unterstützung durch die Katholiken mobilisierte.
Diese Strategie wurde unterstützt durch religiöse Spannungen im Rahmen von Unruhen in Harbour Grace im Dezember 1883. Dabei wurden 19 Katholiken festgenommen und wegen Mordes an vier Mitgliedern des protestantischen Orange Order angeklagt. Deren Freispruch in zwei Verfahren, in denen Whiteway die Anklage vertrat, führten zum Bruch der Konservativ-Liberalen-Koalition. Anfang 1885 gaben die Vertreter des Orange-Ordens im Abgeordnetenhaus eine Erklärung ab, die die Verfahren als ein „schändliches Versagen der Justiz“ (‚disgraceful failure of justice‘) bezeichnete. Whiteways anschließendes Verhalten war geprägt durch seinen Wunsch Premierminister zu bleiben und auch durch einen latenten Antikatholizismus. Dabei ging er davon aus, dass seine besten Chancen zum Machterhalt eine Loslösung von seinen katholischen Unterstützern sei und bewarb sich um den Vorsitz einer vereinigten Protestant Party. Hierfür entwarf er eine Erklärung, die Kritik am Obersten Gerichtshof von Neufundland (Supreme Court of Newfoundland) vermied, andererseits aber Angriffe auf Katholiken enthielt. Seine katholischen Unterstützer wie Ambrose Shea und Robert John Kent wurden in die Opposition gezwungen, während es Whiteway aber nicht gelang, den Vorsitz über die Protestantische Partei zu erhalten.
Stattdessen kam es zur Bildung einer Reform Party mit dem Kompromisskandidaten Robert Thorburn als Parteivorsitzenden. Anfang Oktober 1885 trat Whiteway zurück und verzichtete auch auf eine Kandidatur bei den darauf folgenden Wahlen zum Abgeordnetenhaus. Im Gegenzug erhielt er einen Sitz im Legislativrat und es kam zur Ablösung des Präsidenten des Obersten Gerichtshofes. Andererseits wurde er weitgehend kritisiert wegen der Aufgabe seiner Partei und seiner Schwäche, nicht bei den Wahlen zur Abgeordnetenversammlung zu kandidieren. In der Folgezeit zog er sich völlig aus dem politischen Leben zurück.

### Rückkehr in die Politik und gescheiterte Pläne für einen Eintritt in die Kanadische Konföderation
Im Juli 1887 baten ihn Robert Bond und Alfred Bishop Morine, die als seine unabhängigen Anhänger in der Opposition im Abgeordnetenhaus saßen, wieder in die Politik zurückzukehren, da beide ansonsten andere politische Verbündete suchen oder selbst auch zurücktreten würden. Im September 1887 kündigte Whitewey seine Rückkehr in die Politik an.
Während Bond plante, dass Whiteway eine wiederbelebte Conservative Party anführte, war der aus Nova Scotia stammende Morine mehr daran interessiert, von ihm die Zustimmung für die Planung des Eintritts von Neufundland in die Kanadische Konföderation zu erhalten. Auf Anregung Morines besuchte der kanadische Finanzminister Charles Tupper im Oktober 1887 St. John’s, um mit der Regierung Thorburn sowie mit Bond und Whiteway über die Frage eines Beitritts in die Konföderation Gespräche zu führen. Zu dieser Zeit gab es die Hoffnung, dass ein Beitritt durch eine Koalition der Partei Whiteways und einer Pro-Konföderation-Faktion innerhalb der Reform Party getragen würde, deren prominentestes Mitglied der damalige Attorney General James Spearman Winter war. Die Beitrittsabsicht scheiterte jedoch 1888, als Bond schlussfolgerte, dass ein Eintreten seiner Partei zugunsten der Konföderation unklug wäre, und daher Druck auf Whiteway ausübte, Morines Einfluss zu widerstehen. Tupper berichtete daraufhin dem kanadischen Premierminister John Macdonald, dass Whiteways Meinungsänderung die Konföderation zum Scheitern gebracht hätte, was tatsächlich ein wichtiger Faktor in dieser Frage war. Allerdings war dies nicht der einzige Grund, da nur wenige neufundländische Politiker ihre Laufbahnen zugunsten einer Union mit Kanada geopfert hätten.

### Zweite Amtszeit als Premierminister 1889 bis 1894

#### Wahlkampf und Wahlsieg 1889
Obwohl Whiteway im Herbst 1888 durch eine Nachwahl als Mitglied ins Abgeordnetenhaus hätte zurückkehren können, entschied er sich dagegen, um sich auf den Aufbau einer Partei für die für 1889 vorgesehenen Wahlen zu konzentrieren. Nachdem die alte katholische Liberale Partei seit 1886 nicht mehr existierte, eignete sich Whiteway nunmehr das liberale Etikett an. Allerdings waren Parteiprogramm und Wahlsprüche wie „Stimmt für den Freund des Arbeiters und den Apostel des Fortschritts“ (‚Vote for the Friend of the Workingman and the Apostle of Progress‘) direkte Nachfolger der konservativen Wahlkämpfe aus den Wahlen von 1878 und 1882, wie die Abendzeitung Evening Telegram feststellte. Die Attraktivität des liberalen Wahlkampfes mit seinem Versprechen der Beendigung des Eisenbahnbaus, kombiniert mit der Unpopularität der Regierung der Reformpartei, brachten Whiteway einen ausgiebigen Wahlsieg. Zum ersten Mal wurde bei einer allgemeinen Wahl in Neufundland die geheime Abstimmung benutzt, was den Ausdruck eines Vorurteils einer Klasse ermöglichte, an die die Liberalen mit ihren antimerkantilen Angriffen appellierten.
Obwohl die Wahl im November 1889 stattgefunden hatte, dauerte es über einen Monat bis Whiteway zum zweiten Mal das Amt des Premierministers antreten konnte. Obwohl sich seine Partei und sein Kabinett aus relativ unerfahrenen Männer zusammensetzte und er allein zuvor ein Regierungsamt innehatte, war er nicht mehr die energische und dominante Kraft wie in seiner ersten Amtszeit. Der Zusammenbruch seiner vorherigen Regierung und seine Zeit außerhalb der aktiven Politik führten dazu, dass er auf die Unterstützung durch Kabinettsmitglieder wie Robert Bond, der Kolonialsekretär wurde, und Augustus William Harvey angewiesen war. Seine Partei war anfällig für die Bildung von Faktionen, so dass seine Regierung an einem Mangel an Entschlossenheit litt, insbesondere in Bezug auf die Behandlung schwieriger außenpolitischer Angelegenheiten.

#### Streit um Fischereirechte
Die Ablehnung des Entwurfs der von Whiteway ausgehandelten Vereinbarung zur französischen Küste durch die neue Partei und die Durchsetzung des Ködergesetzes (Bait Act) von 1887 läutete einen Zeitraum intensiver Meinungsverschiedenheiten über die Vertragsküste ein. Die zentrale Frage war nunmehr, dass weder die Franzosen noch andere Fischer das Recht zum Fang und Verarbeitung von Hummern in dieser Region hatten. Aufgrund der Erfahrungen der Vergangenheit dachte die britische Regierung, dass Whiteway versöhnlicher als seine Vorgänger wäre, fand ihn aber stattdessen als hartnäckig, und zwar aus zwei Gründen: Einerseits übten innerhalb der Partei Bond und Harvey erheblichen Einfluss aus und lehnten jede weiteren Zugeständnisse an die Franzosen ab. Zum anderen bildete die Reformpartei außerhalb der Parteiorganisation die Patriotische Vereinigung (Patriotic Association), um die Regierung durch einen dadurch zum Ausdruck kommenden Patriotismus in Verlegenheit zu bringen. Anlass hierzu war die Unterzeichnung eines anglo-französischen Modus Vivendi im März 1890 zur Verwaltung der Hummerfischerei, die in ihrer endgültigen Form keine koloniale Genehmigung erhalten hatte und zum anderen auch Zugeständnisse an Frankreich zu machen schien. Diese Situation wurde durch die Erkenntnis erschwert, dass keine Gesetzgebung vorlag, die es der britischen Regierung ermöglichte, die Verträge an der französischen Küste Neufundlands durchzusetzen.
Das britische Kolonialministerium versuchte Neufundland zur Verabschiedung des notwendigen Gesetzentwurfs zu überzeugen, allerdings war jede Chance auf eine Zusammenarbeit zunichtegemacht worden, als die britische Regierung durch Druck Kanadas es ablehnte, die Erlaubnis zum Entwurf eines Gegenseitigkeitsabkommens zu erteilen, den Bond Ende 1890 mit den USA ausgehandelt hatte. Obwohl er kein Anhänger eines derartigen Gegenseitigkeitsabkommens war, schloss sich Whiteway gleichwohl den heftigen Protesten in St. John’s an und lehnte mit seiner Regierung die Erteilung von Köderfischlizenzen an kanadische Fischfangschiffe ab.

#### Streitigkeiten mit Kanada
Kanada reagierte daraufhin einmal mehr mit dem Angebot der Idee der Konföderation, allerdings ohne Erfolg. In London bereitete sich die Regierung des britischen Weltreiches auf die Verabschiedung der Gesetzgebung zur Durchsetzung der französischen Verträge vor. Das Abgeordnetenhaus von Neufundland entsandte eine Delegation unter Whiteways Leitung, um die Verabschiedung dieses Gesetzes zu verhindern. Am 23. April 1891 sprach Whiteway vor dem House of Lords, in dem er zeitlich befristete Vorschriften für die Sitzungsperiode 1891 anbot, während die Regelungen für ein ständiges Gesetz später angenommen werden sollten, obwohl es schwierig erschien, das Abgeordnetenhaus in St. John’s davon zu überzeugen. Dort verbreitete Bond eine von Patriotismus geprägte Stimmung und dass es sich um den annehmbarsten Kompromiss handeln würde. Es kam aber nicht zur Beilegung des Disputs mit Kanada, so dass  schließlich im Dezember 1891 ein Zollkrieg zwischen den beiden Nachbarländern ausbrach.
Während die Rede vor dem House of Lords zu Whiteways besten gehörte, erfuhr er während der Sitzungsperiode 1892 eine seiner größten Demütigungen. Sein Kabinett lehnte die Annahme des Entwurfs des von ihm bei den Verhandlungen im Sommer 1891 vereinbarten ständigen Gesetzes als Partei- oder Regierungsvorlage ab. Nachdem ihm alle Regierungsmitglieder und mit Ausnahme von Harvey auch alle Mitglieder der Londoner Delegation die Unterstützung versagten, musste er den Gesetzentwurf als persönliche Vorlage einbringen. Dieser wurde mit der Begründung abgelehnt, dass er den Franzosen zu viel Entgegenkommen zeige. Whiteways Argument, dass das Abgeordnetenhaus eine Vereinbarung brechen würde, wurde ebenso ignoriert wie seine Warnung, dass die Unnachgiebigkeit des Parlaments einer geplanten britischen Garantie für einen Kredit zur Entwicklung Neufundlands zum Verhängnis werden würde. Whiteway vergab Bond niemals dessen führende Rolle in dieser Angelegenheit.
Andererseits entschied sich das Abgeordnetenhaus in der Sitzungsperiode 1892, der Vergeltungspolitik von Bond gegenüber Kanada ein Ende zu setzen. Die beiden Regierungen stimmten darin überein, eine Konferenz zur Besprechung der bestehenden Streitigkeiten abzuhalten. Ein im November 1892 in Halifax abgehaltenes Treffen brachte nur geringe Erfolge. Die von Whiteway geleitete Delegation Neufundlands lehnte Erörterungen zur Konföderation ab, während die kanadische Delegation es ablehnte, ihre Bedenken gegen eine Verhandlung eines separaten Gegenseitigkeitsvertrages zwischen Neufundland und den USA aufzugeben. Zum Ärgernis von Whiteway musste Neufundland zur Kenntnis nehmen, dass es seine außenpolitischen Angelegenheiten sowohl kanadischen als auch britischen Interessen unterzuordnen hatte.

#### Baumaßnahmen der Regierung und Wahlsieg 1893
Außerhalb der politisch-elitären Kreise hatten die außenpolitischen Beziehungen nur geringe Bedeutung. Weitaus wichtiger war für die meisten Wähler die Tatsache, dass die Regierung Whiteway versprochen hatte, den Bau der Eisenbahn wieder aufzunehmen. 1890 wurde ein Vertrag mit Robert Gillespie Reid zur Vollendung der Eisenbahnlinie nach Halls Bay unterzeichnet. 1893 schloss die Regierung zwei weitere Verträge mit Reid, welche zum einen die Weiterführung der Eisenbahnlinie nach Port aux Basques an der Südwestspitze Neufundlands sowie zum zweiten eine Gewährleistung des Betriebes für die Dauer von zehn Jahren vorsahen. Auch der Wiederaufbau von St. John’s nach dem Großbrand 1892, bei dem weite Teile der Stadt und auch Whiteways Anwaltskanzlei zerstört worden waren, band ein relativ hohe Zahl von Arbeitskräften.
Diese Beschäftigungspolitik trug mit dazu bei, dass die Regierung trotz zahlreicher ernsthafter interner Streitigkeiten im Falle des Zusammenhalts die Wahlen zum Abgeordnetenhaus 1893 gewinnen konnte. Aufgrund seiner Beliebtheit bei den Wählern gab es auch keine Herausforderer bezüglich seiner Führerschaft. Nach einem kostenintensiven und erbitterten Wahlkampf gewann Whiteways Partei die Wahlen mit einer komfortablen Mehrheit.

#### Regierungskrise und Rücktritt der Regierung 1894
Die oppositionelle Tory Party wurde in strategischen Fragen nunmehr von Morine geführt. Anfang 1894 legte diese Klagen ein, in denen sich Whiteway und sechzehn andere Liberale Vorwürfen der Korruption ausgesetzt sahen. Durch das Urteil im ersten durchgeführten Verfahren wurden zwei Liberale des Amtes enthoben, nachdem ihnen vorgeworfen worden war, öffentliche Mittel zur Beeinflussung von Wählern manipuliert zu haben. Whiteway war empört darüber, dass normale Praktiken als korrupte verurteilt wurden, und musste hinnehmen, dass alle Angeklagten ihre Mandate verloren.
Aus diesem Grund bat er den damaligen Gouverneur der Kronkolonie, John Terence Nicholls O’Brien, entweder einem Gesetzentwurf zuzustimmen, der die durch eine derartige Klage betroffenen Personen entschädige, oder die Auflösung des Abgeordnetenhauses zu billigen. Gouverneur O’Brien lehnte eine Einmischung ab, so dass Whiteway mit seinem Kabinett am 11. April 1894 zurücktrat. Er wurde durch eine Minderheitsregierung der Tory Party unter Premierminister Augustus Frederick Goodridge abgelöst. Obwohl eine Veranlassung nicht bestand, wurden die Sitzungen des Abgeordnetenhauses auf unbestimmte Zeit vertagt, während sich das Gericht mit den noch ausstehenden Klagen befassen musste.
Whiteways Verhalten während der darauf folgenden Monate war wenig würdevoll, so dass Gouverneur O’Brien berichtete, dass „durch Wut und Reachsucht Sir W. Whiteway sein Kopf verloren hätte“ (‚through rage and vindictiveness Sir W. Whiteway has gone off his head‘). Mitte Juni 1894 führte Whiteway eine Protestgruppe durch die Water Street in St. John’s, um gegen die Einnahme von Steuern zu demonstrieren, nachdem die Versorgungsansprüche entfallen waren. Aufkommende Gewalthandlungen wurden nur durch die Ankunft berittener Polizisten verhindert. Dieser Zwischenfall markierte den Höhepunkt der politischen Spannungen, die anschließend nachließen. Die Regierung verlor eine zeitweilige Mehrheit, nachdem Wahlanfechtungsverfahren abgeschlossen waren und Nachwahlen im Herbst 1894 dazu führten, dass liberale Mitglieder ins Abgeordnetenhaus einzogen, allerdings nicht diejenigen, die ihrer Sitze enthoben worden waren wie Whiteway, da diese vom amtierenden Abgeordnetenhaus ausgeschlossen waren.
Die Regierung der Tories unter Premierminister Goodridge bestand bis zum 13. Dezember 1894, ehe sie im Zuge des Zusammenbruchs zweier lokaler Banken zurücktrat. Anschließend wurde die liberale Regierung unter Premierminister Daniel Joseph Greene gebildet, welche ein Gesetz erließ, das die Parlamentsausschlüsse der beklagten Mitglieder des Abgeordnetenhauses zurücknahm. Nachdem dies vom Gouverneur bestätigt wurde, trat Greene mit seiner Regierung am 8. Februar 1895 zurück.

### Dritte Amtszeit als Premierminister 1895 bis 1897

#### Verhandlungen mit Kanada
Nachdem Whiteway in dem unbesetzten Wahlkreis Harbour Grace wieder Mitglied des Abgeordnetenhauses geworden war, übernahm er am 8. Februar 1895 zum dritten Mal das Amt des Premierministers der Kronkolonie Neufundland.
Der Zustand des Landes war hoffnungslos, da der Bankenzusammenbruch eine schwere, wenn auch nur vorübergehende Unterbrechung des Handels verursachte und die Regierung am Rande eines Bankrotts stand. Unfähig, einen Kredit zu erhöhen, und unwillig, der Untersuchung durch eine Königliche Kommission als notwendige Vorstufe für britische Hilfe zuzustimmen, entsandte die Regierung Whiteway Ende März 1895 eine Delegation nach Ottawa, um die Thematik der Konföderation erneut zu besprechen. Die Delegation wurde von Robert Bond geleitet, da Whiteway selbst an einer ernsthaften nervösen Depression und inneren Komplikationen litt, die durch psychische Belastung und Überarbeitung ausgelöst wurden und ihre Ursache in den Ereignissen des vorangegangenen Jahres hatten, wo er 26.000 US-Dollar beim Bankenzusammenbruch verloren hatte. Letztlich scheiterten diese Verhandlungen in Ottawa jedoch an der Sparsamkeit Großbritanniens und der Vorsicht Kanadas.
In einem letzten Versuch, Versäumnisse und eine Einmischung Großbritanniens abzuwehren, reiste Bond nach Montreal, um die Erhöhung eines Kredits zu erreichen. Unterstützt von dem Eisenbahnunternehmer Reid erreichte er tatsächlich eine Krediterhöhung und qualifizierte sich dadurch zum möglichen Nachfolger des mittlerweile 67-jährigen Premierministers.

#### Regierungskrise und Wahlniederlage im Herbst 1897
Die politischen Positionen der liberalen Regierung verschlechterten sich während der folgenden zwei Jahre. Die wirtschaftliche Situation blieb schwierig und die Beseitigung der Auswirkungen des Bankenzusammenbruchs erwiesen sich als langwierig und umstritten. Die älteren Mitglieder der Partei waren uneins, der neue Gouverneur der Kolonie, Herbert Harley Murray, stand der Regierung feindlich gesinnt gegenüber und moralische Ansichten schienen zusammengebrochen zu sein. Während sich Whiteway 1897 zum Diamantenen Krönungsjubiläum von Königin Victoria und einer Kolonialkonferenz in London aufhielt, unternahmen Bond und Generalstaatsanwalt Edward Patrick Morris keinerlei Vorplanungen für die für Herbst 1897 vorgesehenen Wahlen.
Der Wahlkampf der Liberal Party war geprägt von der gleichen Propaganda wie in den Vorjahren, aber diesmal nicht ausreichend. Die Eisenbahn war nahezu fertig, der Fischpreis auf dem niedrigsten Stand seit 45 Jahren und die Versprechungen für ein neues Neufundland schienen unaufrichtig. Andererseits führte die Tory Party unter James Spearman Winter einen phantasievollen Wahlkampf und gewann damit im Oktober 1897 die Wahlen zum Abgeordnetenhaus mit einer komfortablen Mehrheit, während Whiteway in seinem alten Wahlkreis Trinity Bay eine Niederlage erlitt und aus dem Abgeordnetenhaus ausschied.
Whiteway trat damit nicht mit Anmut und Würde zurück, blieb jedoch faktischer Vorsitzender der Liberalen Partei bis Oktober 1899. Zu dieser Zeit übernahm Bond, der Führer der Partei im Abgeordnetenhaus war, die Funktion als Parteivorsitzender unter Umständen, die von einigen als freiwillig, von anderen als gezwungen angesehen wurden. Bond übernahm schließlich am 6. März 1900 als Nachfolger von Winter das Amt des Premierministers der Kronkolonie.

### Letzte Lebensjahre und Gegner von Robert Bond
Kurz darauf begannen offene Feindseligkeiten zwischen Whiteway und Bond. Whiteway reichte zu dieser Zeit eine Klage ein, die gegenüber der Regierung einen Anspruch von 21.000 US-Dollar für zahlreiche langjährige Dienstleistungen geltend machten. Im November 1901 ließ er veröffentlichen, dass er beabsichtige ins öffentliche Leben zurückzukehren. Seine Unterstützung für einen Kandidaten der Tory Party bei einer Nachwahl 1902 zeigte, dass er gegen die Regierung seines parteiinternen Nachfolgers war. Grund hierfür war offensichtlich die Art und Weise, wie Bond die Rücknahme des unpopulären Eisenbahnvertrag zurücknahm, den Winter und Morine 1898 mit Reid abgeschlossen hatten. 1904 kritisierte er die Bedingungen für die Besiedlungen der französischen Küste ebenso wie die Forstwirtschaftspolitik Bonds.
Da er die Bedingungen zur Unterstützung von Oppositionsgruppen nicht annehmen wollte, bereitete er sich darauf vor, bei den Wahlen 1904 eine unabhängige Partei anzuführen. Letztlich vereinigte er seine Anhänger mit denen der United Opposition Party, für die zahlreiche frühere Premierminister als Kandidaten antraten. Allerdings erlitten sowohl die Partei als auch alle ehemaligen Premierminister eine Wahlniederlage. Whiteway selbst erlitt bei seiner eigenen Kandidatur eine empfindliche Niederlage und erreichte nur den letzten Platz unter allen Bewerbern im Wahlkreis Harbour Grace.
Neben seinen politischen Niederlagen erlebte er in seinen letzten Lebensjahren auch zahlreiche persönliche Schicksalsschläge. 1899 verstarb seine Tochter aus erste Ehe in Südafrika, während zwischen 1905 und 1908 drei seiner sechs Kinder aus zweiter Ehe verstarben.